# تی‌سی‌ال مولتی‌مدیا
هولدینگ‌های الکترونیک محدود تی‌سی‌ال (انگلیسی: TCL Electronics Holdings Limited) یک شرکت چینی است که دفتر مرکزی آن در هنگ کنگ واقع شده که تلویزیون و سایر لوازم الکترونیکی مصرفی را تولید می کند. این یک شرکت تابعه از شرکت هولدینگ‌های صنایع تی‌سی‌ال (انگلیسی: TCL Industries Holdings) است، شرکتی که خود یکی از شرکت های تابعه تکنولوژی TCL است.